# 3/19
3/19 è un film del 2021 diretto da Silvio Soldini.

## Trama
A Milano, una sera, mentre sta camminando sotto la pioggia, Camilla, un avvocato d'affari di successo, viene investita da due ragazzi in scooter. La sua vita frenetica, fatta di lavoro e saltuari incontri con Maurizio, si complica quando scopre che un migrante non identificato è morto nel sinistro stradale in cui è stata coinvolta. Camilla sente la necessità di dare un nome al ragazzo morto e questa ricerca la porta a incontrare Bruno, il direttore dell'obitorio dove è conservato il cadavere.

## Distribuzione
Il film è stato distribuito nelle sale cinematografiche italiane a partire dall’11 novembre 2021.